# Кундрат Микола Михайлович
Мико́ла Миха́йлович Ку́ндрат (* 22 грудня 1952) — український учений у галузі механіки. Кандидат фізико-математичних наук. Доктор технічних наук (2007).

## Біографічні відомості
Народився в Україні 22 грудня 1952 року.
1978 року закінчив Львівський університет (кафедра механіки) .
Працює в Рівному в Національному університеті водного господарства та природокористування — професор кафедри обчислювальної математики .
2007 року в Луцькому державному технічному університеті захистив докторську дисертацію «Моделі і методи прогнозу локального руйнування у пластинчастих елементах конструкцій з тонкими включеннями та підкріпленнями при сталому й циклічному навантаженнях».
Дружина Надія Сидорівна Кундрат — художниця.
Сини — Андрій  (кандидат фізико-математичних наук, 2007, доцент НУВГП) і Тарас (аспірант кафедри архітектури НУВГП, вивчає проблеми моделювання природної освітленості) — випускники будівельного факультету НУВГП.

## Наукова робота
Кундрат М. М. відомий спеціаліст з механіки деформівного твердого тіла, опублікував понад 100 наукових праць у фахових вітчизняних та міжнародних періодичних виданнях. Отримав важливі наукові результати у таких напрямках як механіка композитів та механіка руйнування. Зокрема, запропоновано математичну модель квазістатичного деформування пластинчастого тіла з тонким включенням підвищеної жорсткості, що на основі концепції зони розпушення описує локалізоване нелінійне деформування матеріалу та розшарування в композиції. З її використанням сформульовано постановку та отримано розв'язки комплексу задач для тіл із включеннями, що (на відміну від попередніх) не містять особливостей у напруженнях, вивчена взаємодія тонких неоднорідностей. Здійснене математичне моделювання явища відшарування включення від матеріалу матриці за циклічного навантаження, на підставі якого побудовані відповідні аналітичні розв'язки низки модельних задач, які дають можливість робити обґрунтований прогноз щодо довговічності конструкції і можливостей докритичної стабілізації процесу руйнування.
Результати роботи отримали схвалення на сесіях Наукових рад з проблеми «Фізико-хімічна механіка матеріалів» при Відділенні фізико-технічних проблем матеріалознавства НАН України та з проблеми «Механіка деформівного твердого тіла» при Відділенні механіки НАН України (журнал «Проблеми міцності», 2006 р., № 3, 6 — хроніка).
Нагороджений Почесною грамотою Міністерства освіти і науки України.
Основні наукові інтереси:
- Розв'язування крайових задач в неоднорідному середовищі;
- Механіка руйнування композиційних матеріалів.

## Основні наукові праці
- Opanasovich V.K. and Kundrat N.M. The Elastic Equilibrium of a Plate, the Edges of Which Are Par-tially in Contact // Materials Science (Springer New York). — 1979. — V. 15, № 6. — P. 611—614.[недоступне посилання з листопадаа 2019]
- Berezhnitskii L. T. and Kundrat N. M. Plastic Bands at the Tip of a Linear Rigid Inclusion // Strength of Materials (Springer New York). — 1982. — V. 14, № 11. — С. 1502—1505.[недоступне посилання з листопадаа 2019]
- Кундрат Н. М. О полосах скольжения вдоль границы матрица-включение // Физико–химическая механика материалов. — 1983. — T. 19, № 1. — С. 102—105.Кундрат Н. М. О полосах скольжения вдоль границы матрица-включение // Физико–химическая механика материалов. — 1983. — T. 19, № 1. — С. 102—105.
- Berezhnitskii L.T. and Kundrat N. M. Origin and Development of Plastic Strains in the Neighborhood of an Acute-Angled Rigid Inclusion // Materials Science (Springer New York). — 1983. — V. 19, № 6. — P. 538—546.[недоступне посилання з листопадаа 2019]
- Kundrat N.M. Periodic plane problem of bands of plasticity around collinear inclusions // Materials Science (Springer New York). — 1984. — V. 20, № 1. — P. 43-45.[недоступне посилання з листопадаа 2019]
- Berezhnitskii L.T. and Kundrat N.M. Local elastoplastic failure of one class of composites // Materials Science (Springer New York). — 1984. — V. 20, № 5. — P. 460—466.[недоступне посилання з листопадаа 2019]
- Berezhnitskii L.T. and Kundrat N.M. Elastoplastic deformation near a rigid inclusion // Strength of Materials (Springer New York). — 1984. — V. 16, № 11. — P. 1577—1585.[недоступне посилання з листопадаа 2019]
- Бережницкий Л. Т., Кундрат Н. М. Исследование упругопластических эффектов при разрушении волокнистых композитов // Механика композитных материалов (Рига). — 1984. — № 5. — С. 926—930.
- Pokhmurskii V.I., Kundrat N.M., Bilyi L.M., Berezhnitskii L.T. and Shved M.M. Constancy of the Stress Intensity Factor at the Tip of a Crack During its Propagation is a Rectangular Plate // Strength of Materials. — 1984. — V. 16, № 12. — P. 1714—1717.[недоступне посилання з листопадаа 2019]
- Бережницкий Л. Т., Кундрат Н. М. Упругопластическое равновесие тел с жесткими включениями в рамках модельной постановки, аналогичной задаче Леонова-Панасюка-Витвицкого-Дагдейла в теории трещин // Механика неоднородных структур. — Киев: Наук. думка, 1986. — Вып. 1. — С. 8-13.
- Кундрат Н. М. Полоса пластичности у вершины включения на границе раздела разнородных материалов // Физико-химическая механика материалов. — 1988. — Т. 24, № 2. — С. 103—104.
- Kundrat N.M. and Katerina E.I. Elastoplastic Failure of the Half Plane With a Rigid Strap // Strength of Materials (Springer New York). — 1989. — V. 21, № 1. — P. 70-73.[недоступне посилання з листопадаа 2019]
- Kundrat M.M. Elastic-plastic failure of a composite with a fibre rigid inclusion // 8-th Int. Conf. on: «Fracture Mechanics: Successes and Problems». Collection of abstracts. Part 2. — Lviv, 1993. — P. 392—393.
- Berezhnyts'kyi L.T. and Kundrat M.M. Local Fracture of a Composite with Linear Rigid Inclusion // Materials Science (Springer New York). — 1995. — V. 31, № 4. — P. 467—476.[недоступне посилання з листопадаа 2019]
- Kundrat M.M. Local fracture of an orthotropic matrix with a linear inclusion // International Applied Mechanics (Springer New York). — 1996. — V. 32, N. 8 P. 631—638. [недоступне посилання з листопадаа 2019]
- Кундрат М. М. Дослідження локального руйнування композиції з включенням // Волинський математичний вісник. — 1996. — Вип. 2. — С. 116—118.
- [ http://www.springerlink.com/content/8251100546hurh14/?p=3aaa3ce3c223473982bf4d5af82469f4&pi=6%5Bнедоступне+посилання%5D Kundrat M.M. Elastoplastic equilibrium of orthotropic composite material with system of collinear fi-ber inclusions // International Applied Mechanics (Springer New York). — 1997. — V. 33, N. 5. P. 394—397.]
- Кундрат М. М. Руйнування біля включення при нелінійному розподілі напружень у зонах пере-друйнування // Фізико-хімічна механіка матеріалів. — 1998. — Т. 34, № 6. — С. 32-38.
- [ https://web.archive.org/web/20070512221723/http://fl07.tower.ras.ru/V4n4.html Кундрат Н. М. Локальное разрушение в композиции с жестким линейным включением // Меха-ника композиционных материалов и конструкций (Москва). — 1998. — Т. 4, № 4. — С. 115—127.]
- Кундрат М. М. Втомне відшарування лінійного включення // Волинський математичний вісник. — 1999. — Вип. 6. — С. 93-96.
- Кундрат М. М. Композиція з жорстким лінійним включенням в модельному формулюванні // Вісник Львівського Університету. Серія прикладна математика та інформатика. — 1999. — Вип. 1. — С. 146—151.
- Кундрат Н. М. Предельное равновесие композиции с жестким включением при растяжении со-средоточенными силами // Механика композиционных материалов и конструкций (Москва). — 2000. — Т. 6, № 1. — С.103-112.
- [ http://www.springerlink.com/content/f7l40817u2g02267/?p=2d33c5cc6143428c9974607bbe45deb6&pi=2Kundrat[недоступне посилання] M.M.  Local fracture of a composition containing an inclusion with hardening in the prefrac-ture bands // Materials Science (Springer New York). — 2000. — V. 36, N. 2. — P. 178—186.]
- [ https://web.archive.org/web/20070512221435/http://fl07.tower.ras.ru/V6n3.html Кундрат Н. М. Исследование механизмов разрушения в композиции с жестким включением при растяжении сосредоточенными силами // Механика композиционных материалов и конст-рукций (Москва). — 2000. — Т. 6, № 3. — С. 333—342.]
- [ http://www.springerlink.com/content/d7266309323q547w/?p=b4b85554e0cb472d923c3a8175b052c4&pi=10%5Bнедоступне+посилання%5D Berezhnitskii L.T. and M.M. Kundrat.  Study of the tensile fracture of plates with a rigid linear inclu-sion // International Applied Mechanics (Springer New York). — 2000. — V. 36, N. 7. — P. 954—960.]
- Кундрат М. М. Пружнопластична задача для тіла з високомодульним лінійним включенням при статичному та циклічному навантаженнях // Математичні проблеми механіки неоднорідних структур. В 2-х т. — Львів, 2000. — Т. 2. — С. 76-80.
- [ http://www.springerlink.com/content/u73757281641r801/?p=132cc3f53f844420b4a95514c106df20&pi=9%5Bнедоступне+посилання%5D Kundrat M.M. Separation of an Inclusion in an Orthotropic Composition // International Applied Me-chanics (Springer New York). — 2000. — V. 36, N. 9. P. 1235—1241.]
- Кундрат М. М. Розвиток смуги ковзання біля вершини включення на межі розділу різнорідних середовищ // Волинський математичний вісник. — 2000. — Вип. 7. — C. 87–94.
- [ http://www.springerlink.com/content/gv82859484194252/?p=fc2778a5e8d3445aa5170eedd3aceb5d&pi=2%5Bнедоступне+посилання%5D Kundrat M.M. and Delyavskii M.V.  Stresses in a Half Plane Weakened by a Crack and Reinforced with a Patch // Materials Science (Springer New York). — 2000. — V. 36, № 6. — P. 817—824.]
- Кундрат М. М. Про відшарування жорсткого лінійного включення // Математичні методи і фі-зико-механічні поля. — 2000. — Т. 43, № 2. — С. 143—148.
- Кундрат М. М. Періодична пружно-пластична задача для системи жорстких підкріплень у пів-площині // Машинознавство. — 2000. — № 3. — С. 38-39.
- Бережницький Л. Т., Кундрат М. М. Гранична рівновага тіла з жорстким лінійним включенням // Машинознавство. — 2000. — № 9. — С. 12-16.
- Кундрат М. М. Дослідження впливу на напружений стан смуг пластичності в околах двох взає-модіючих включень // Математичні методи і фізико-механічні поля. — 2000. — Т. 43, № 4. — С. 85-89.
- [ http://www.springerlink.com/content/x2k82270v7k74k37/?p=a9ff458085d84508a55a24ef77fea77d&pi=4%5Bнедоступне+посилання%5D Kundrat M. M. Exfoliation of a Rigid Linear Inclusion under Static Loading // Materials Science (Springer New York). — 2001. — V. 37, № 1. — P. 38-43.]
- [ https://web.archive.org/web/20070512221418/http://fl07.tower.ras.ru/V7n1.html Кундрат Н. М. Отслоение жесткого включения в упругопластической матрице при растяжении сосредоточенными силами // Механика композиционных материалов и конструкций (Моск-ва). — 2001. — Т. 7, № 1. — С. 107—113.]
- Кундрат М. М. Про відшарування жорсткого лінійного включення // Доповіді НАН України. — 2001. — № 2. — С. 60-65.
- Бережницький Л. Т., Кундрат М. М. Пружнопластична рівновага композиції з жорстким ліній-ним включенням // Доповіді НАН України. — 2001. — № 1. — С. 56-60.
- Kundrat M. M.  Dimensions of the Prefracture Zone in the Process of Exfoliation of a Linear Rigid Inclusion // Materials Science (Springer New York). — 2001. — V. 37, № 4. — P. 680—683.[недоступне посилання]
- Кундрат М. М. Пружнопластична рівновага ортотропної півплощини з накладкою // Машино-знавство. — 2002. –№ 1. — С. 31-35.
- Кундрат М. М.  Дослідження механізмів руйнування в ортотропній півплощині з накладкою // Машинознавство. — 2002. — № 2. — С. 12-16.
- Kundrat M. M. On the Initial Development of the Slip Band Near an Inclusion in the Interface // International Applied Mechanics (Springer New York). — 2002. — V. 38, № 5. — P. 578—584.[недоступне посилання]
- Kundrat M. M.  Elastoplastic Equilibrium of a Composition Containing an Elastic High-Modulus Inclu-sion // Materials Science (Springer New York). — 2002. — V. 38, № 1. — P. 47-54.[недоступне посилання]
- Кундрат М. М. Пружнопластична рівновага ортотропної півплощини з періодичною системою колінеарних накладок // Машинознавство. — 2002. — № 7. — С. 14-16.
- Кундрат Н. М. Локализованные зоны предразрушения в ортотропной пластине с периодической системой коллинеарных подкреплений // Механика композиционных материалов и конст-рукций (Москва). — 2003. — Т. 9, № 1. — С. 59-64.
- Кундрат М. М., Сулим Г. Т. Зони передруйнування в композиції з включенням під час антисиме-тричного навантаження // Вісник Львівського університету. Серія прикладна математика та інформатика. — 2003.– Вип. 7. — С. 186—192. [недоступне посилання з липня 2019]
- Кундрат М. М., Сулим Г. Т.  Зони передруйнування в композиції з пружним високомодульним стрічковим включенням за симетричного та антисиметричного навантажень // Машинознавс-тво. — 2003. — № 11. — С. 3-8.
- Кундрат М. М., Сулим Г. Т. Зони передруйнування в композиції з пружним високомодульним стрічковим включенням // Машинознавство. — 2004. — № 1. — С. 3-7.
- Кундрат М. М., Сулим Г. Т. Термопружна рівновага півбезмежної пластини з двома нерозтягли-вими гнучкими накладками // Машинознавство. — 2004. — № 5. — С. 3-8.
- Кундрат М. М., Сулим Г. Т. Смуги передруйнування в околах вершин двох взаємодіючих пруж-них стрічкових включень // Математичні методи та фізико-механічні поля. — 2004. — Т. 47 — № 1. — C. 95-102.
- Сулим Г. Т., Кундрат Н. М.  Композиция с упругим ленточным включением и зонами предразру-шения у его вершин // Механика композиционных материалов и конструкций (Москва). — 2004. — Т. 10, № 2. — С. 224—230.
- Кундрат М. М., Сулим Г. Т. Композиція з включенням за розтягу зосередженими силами // Ма-тематичні методи і фізико-механічні поля. — 2005. — Т. 48 — № 1. — C. 88-97.
- Кундрат М. М. Дослідження руйнування ортотропної півплощини з підкріпленням // Математи-чні методи і фізико-механічні поля. — 2005. — Т. 48 — № 3. — C. 147—156.
- Sulym H.T., Kundrat M.M. Odseparowywanie gietkiej nakladki na krawedzi polplaszczyzny sprezystej w plaskim zagadnieniu termosprezystosci // Materialy III Sympozjum Mechaniki Zniszczenia Materiałów i Konstrukcji (Augustów 1-4 czerwca 2005). — Bialystok, 2005. — S. 401—404.
- Sulym H. T. and Kundrat M. M. Limiting Equilibrium and Fracture in an Orthotropic Body Containing a Thin Rigid Inclusion // Materials Science (Springer New York). — 2006. — V. 42, № 2. — P. 220—232.[недоступне посилання]
- Сулим Г. Т., Кундрат М. М.  Відшарування тонкого включення за неперервного навантаження в умовах плоскої задачі термопружності // Математичні проблеми механіки неоднорідних структур: В 2-х т. — Львів, 2006. — Т. 2. — С. 109—111.
- Сулим Г. Т., Кундрат М. М. Відшарування тонкого жорсткого включення при циклічному наван-таженні за умов плоскої задачі термопружності // Праці 13-го міжнародного колоквіуму «Механічна втома металів — 2006» 25-28 вересня 2006р, Тернопіль. — Тернопіль: Тернопільський державний технічний університет ім. Івана Пулюя, 2006. — C 504—509.
- Кундрат М., Сулим Г. Термопружна рівновага півбезмежної пластини з нерозтягливою гнучкою накладкою в модельному формулюванні // Вісник Львів. ун-ту. Сер. мех.-мат. — 2006. — Вип. 65. — С.73-83.
- Кундрат М, Сулим Г. Розрахунок міцності періодичної системи накладок для півплощини з урахуванням зон передруйнування // Тези доп. Сьомого українсько-польського наукового симпозіуму «Актуальні задачі механіки неоднорідних структур» (Львів, 5-6 вересня 2007 р.). Львів: ЛДУ, 2007. — С. 24-25.
- Bożydarnik V.V., Sulym H.T., Kundrat M.M. Separation a thin rigid inclusion under power and tem-perature cyclic loading // Materialy IV Międzynarodowe Sympozjum Mechaniki Zniszczenia Mate-riałów i Konstrukcji (Augustów, 30 maja — 2 czerwca). — Bialystok: Dzial Wydawnictw i Poligrafii Politechniki Bialostockiej, 2007. — S. 41-45.
- Bożydarnik V.V., Kundrat M.M., Sulym H.T. Pole naprężeń w ośrodku izotropowym z cienką inkluzją z uwzględnieniem więzów osłabionych / I Kongres Mechaniki Polskiej, Warszawa, 28–31 sierpnia 2007 r. — Warszawa, 2007. — S. 135—142.
- Кундрат М. М. Модель пошкодження контактної межі матриця-включення за умов плоскої за-дачі термопружності // Матеріали Міжнародної наукової конференції «Математичні пробле-ми технічної механіки–2008». — Дніпропетровськ-Дніпродзержинськ, 2008.
- Кундрат М. М., Сулим Г. Т. Відшарування тонкого включення за умов плоскої задачі при сило-вому і температурному циклічних навантаженнях // Матеріали Міжнародної наукової конфе-ренції «Сучасні проблеми механіки та математики». — Львів, 2008. — Т. 2. — С. 111—113.
- Кундрат М. М. Відшарування гнучкого нерозтягливого підкріплення ортотропної півплощини при врахуванні зон передруйнування // Збірник наукових праць «Ресурсоекономні матеріали, конструкції, будівлі та споруди». — 2008. — Вип. 17. — С. 191—197.
- М. М. Кундрат. Композиція з жорстким лінійним включенням в модельній постановці[недоступне посилання з липня 2019]